# 1958年法國立法選舉
1958年法國立法選舉在1958年11月23日和30日舉行，選舉法蘭西第五共和國的第一屆國民議會成員。夏爾·戴高樂主導的新共和國聯盟在這次選舉獲得189個議席，成為最大黨派。在同年12月21日舉辦的總統選舉中，戴高樂被選為法國總統。